# Phaedrotoma chasanica
Phaedrotoma chasanica är en stekelart som först beskrevs av Vladimir Ivanovich Tobias 1998.  Phaedrotoma chasanica ingår i släktet Phaedrotoma och familjen bracksteklar. Inga underarter finns listade i Catalogue of Life.